# Елизабет Киблер-Рос
Елизабет Киблер-Рос (Цирих, 8. јул 1926 — Скотсдејл, 24. август 2004) била је швајцарско-амерички психијатар, пионир у студијама о блиској смрти, ауторка и креаторка пет фаза туговања, познатих и као Киблер-Рос модел.
Године 1970, Киблер-Рос је одржала Ингерсолово предавање на Универзитету Харвард, фокусирајући се на своју књигу О смрти и умирању (1969). До јула 1982. године, Киблер-Рос је подучавала 125.000 студената на курсевима о смрти и умирању на колеџима, семинарима, медицинским школама, болницама и установама социјалног рада. Године 1999, Јавна библиотека Њујорка прогласила је књигу О смрти и умирању једном од својих „Књига века“, а часопис Time препознао ју је као једну од „100 најважнијих мислилаца“ 20. века. Током своје каријере, Киблер-Рос је добила преко 100 награда, укључујући двадесет почасних диплома, и примљена је у Националну женску кућу славних 2007. године. Године 2024, издавачка кућа Simon & Schuster објавила је листу својих 100 најзначајнијих књига, укључујући и књигу Киблер-Рос О смрти и умирању. Зелена библиотека Универзитета Станфорд тренутно чува њене преостале архиве које су доступне за проучавање.

## Рани живот и образовање
Елизабет Киблер је рођена 8. јула 1926. године у Цириху, Швајцарска, у протестантској хришћанској породици. Била је једна од тројки, од којих су две биле идентичне. Њен живот је био угрожен због компликација, тежила је само око 900 грама на рођењу, али је рекла да је преживела захваљујући мајчиној љубави и пажњи. Елизабет је касније добила упалу плућа и хоспитализована је са 5 година, током које је имала своје прво искуство са смрћу јер је њена цимерка мирно преминула. Њена рана искуства са смрћу навела су је да верује да, пошто је смрт неопходна фаза живота, човек мора бити спреман да се с њом суочи са достојанством и миром.
Током Другог светског рата, са само 13 година, Киблер-Рос је радила као лабораторијски асистент за избеглице у Цириху. Од малих ногу је била одлучна да постане лекарка упркос очевим напорима да је примора да постане секретарица у његовом предузећу. Одбила га је и напустила дом са 16 година. Почела је да ради као кућна помоћница за једну жену, где је упознала лекара који је желео да јој помогне да постане лекарка. Затим је радила као шегрт за др Брауна, научника у свом родном граду, све док није банкротирао. Овде се сетила како је добила свој први лабораторијски мантил са својим именом.
8. маја 1945. године, у осамнаестој години, придружила се Међународној добровољној служби за мир као активисткиња. Два дана касније, прешла је границу са Француском, напуштајући Швајцарску по први пут. Њен први задатак био је да помогне у обнови француског града Екурсеја. Током наредне четири године, наставила је да обавља хуманитарне радове у Француској, Немачкој, Италији, Белгији, Данској, Шведској, Чехословачкој и Пољској.
Године 1947, Киблер је посетила концентрациони логор Мајданек у Пољској, искуство које је дубоко утицало на њено разумевање саосећања и отпорности људског духа. Потресне приче преживелих оставиле су неизбрисив траг на њу, инспиришући њену животну мисију да помаже и лечи друге. Такође је била дубоко погођена сликама стотина лептира уклесаним у неке од зидова тамо. За Киблер-Рос, лептири, ова последња уметничка дела деце која су се суочавала са смрћу, остали су са њом годинама и утицали су на њено размишљање о крају живота. Касније те године, кратко је живела са Ромима близу пољско-руског граничног града Бјалистока. Током овог периода, суочила се са неизбежним затварањем граница од стране Руса. Сусрела се са америчким официрима који су јој помогли у евакуацији транспортним авионом из Пољске у Берлин.
Након повратка у Цирих, Киблер-Рос је радила као шегрт за дерматолога др Кана Цендера у Кантонском болничком центру. Након овог времена, радила је да би се издржавала на разним пословима, стекавши значајно искуство у болницама док се добровољно јављала пружајући помоћ избеглицама. Након тога, наставила је да студира медицину на Универзитету у Цириху и дипломирала 1957. године.

## Каријера

### Академска каријера
Након што је дипломирала на Универзитету у Цириху 1957. године, Киблер-Рос се 1958. године преселила у Њујорк да би радила и наставила студије.
Започела је психијатријску специјализацију у Државној болници на Менхетну 6. јула 1959. године, што је означило почетак њене каријере стварајући сопствене третмане за оне који су боловали од шизофреније, као и за оне који су се суочавали са називом „безнадежни пацијент“, термин који се у то време користио за терминалне пацијенте. Ови програми лечења би радили на обнављању пацијентовог осећаја достојанства и самопоштовања. Киблер-Рос је такође намеравала да смањи лекове који су ове пацијенте држали прекомерно седираним и пронашала начине да им помогне да се повежу са спољним светом. Током овог периода, Киблер-Рос је била ужаснута занемаривањем и злостављањем психијатријских пацијената, као и онима који су били на ивици смрти. Открила је да је болничко особље често поступало са мало пажње или их је потпуно игнорисало. Ово сазнање ју је навело да се труди да направи разлику у животима ових појединаца. Развила је програм који се фокусирао на индивидуалну негу и пажњу за сваког пацијента. Овај програм је невероватно добро функционисао и резултирао је значајним побољшањем менталног здравља 94% њених пацијената.
Године 1962, прихватила је позицију на Медицинском факултету Универзитета у Колораду. Тамо је Киблер-Рос радила као млађи члан факултета и дала свој први интервју младој терминално болесној жени пред просторијом пуном студената медицине. Њене намере нису биле да буде пример патологије, већ је желела да прикаже људско биће које жели да буде схваћено док се носи са својом болешћу и како је она утицала на њен живот. Она је својим ученицима изјавила:
„Сада реагујете као људска бића уместо као научници. Можда сада не само да ћете знати како се осећа умирући пацијент, већ ћете моћи и да се према њему опходите са саосећањем, истим саосећањем које бисте желели за себе.”
Киблер-Рос је завршила обуку из психијатрије 1963. године, а у Чикаго се преселила 1965. године. Понекад је доводила у питање праксе традиционалне психијатрије које је посматрала. Такође је прошла 39 месеци обуке из класичне психоанализе у Чикагу. Постала је предавач на Прицкеровој медицинској школи Универзитета у Чикагу, где је почела да води редовне недељне едукативне семинаре који се састојао од интервјуа уживо са терминално болесним пацијентима. Натерала је своје ученике да учествују у њима упркос великом отпору медицинског особља.
До 1966. године, Киблер-Рос је редовно одржавала недељне семинаре о умирућим пацијентима у својој болници. Крајем 1966. године написала је чланак од седамнаест страница под називом Умирући пацијент као учитељ: Експеримент и искуство за децембарско издање часописа Чикашка теолошка семинарија, чија је тема била О смрти и умирању. Иако је изразила забринутост због свог знања енглеског језика, уредник ју је уверио. Упркос ограниченом тиражу часописа, примерак њеног чланка стигао је до уредника издавачке куће Макмилан у Њујорку. Сходно томе, 7. јула 1967. године, Макмилан је понудио Киблер-Рос уговор да прошири њен рад у књигу од 256 страница под називом О смрти и умирању. Случајно, само шест дана касније, 13. јула 1967. године, хоспис Светог Кристофера, први модерни хоспис, примио је свог првог пацијента. Књига је званично регистрована код америчког завода за ауторска права 19. маја 1969. године. Упркос кашњењима, књига је коначно објављена у новембру 1969. и брзо је постала бестселер, дубоко променивши њен живот. Приметно је да је од 18. децембра 1976. године роман О смрти и умирању остао на листи бестселера The New York Times за меке повезе, на 3. месту.
У новембру 1969. године, часопис Life објавио је чланак о Киблер-Рос, скрећући пажњу јавности на њен рад ван медицинске заједнице. Одзив је био огроман и утицао је на њену одлуку да усмери своју каријеру на рад са терминално болеснима и њиховим породицама. Интензивна пажња коју је њен рад добио такође је утицала на њен каријерни пут. Киблер-Рос је престала да предаје на универзитету како би приватно радила на ономе што је назвала „највећом мистеријом у науци“ — смрћу.
Током 1970-их, Киблер-Рос је постала заговорница светског покрета хосписа. Путовала је у преко двадесет земаља на шест континената, покрећући разне програме хосписне и палијативне неге. Године 1970, Киблер-Рос је говорио на престижном предавању Ингерсол на Универзитету Харвард на тему смрти и умирања. 7. августа 1972. године, говорила је пред Специјалним одбором Сената Сједињених Држава за старење, како би промовисала покрет „Смрт са достојанством“. Године 1977, проглашена је за „Жену године“ од стране часописа Ladies' Home Journal . Године 1978, Киблер-Рос је суоснивач Америчког холистичког медицинског удружења.

### Центар за исцељење Калифорнија
Киблер-Рос је била једна од централних личности у покрету хоспицијске неге, верујући да еутаназија спречава људе да заврше своје „недовршене послове“.
Године 1977. основала је „Шанти Нилају“ (Дом мира) на четрдесет хектара земље у Ескондиду, у Калифорнији. У то време, Киблер-Рос је почела да води радионице „Живот, смрт и транзиција“ са циљем да помогне људима да реше своје „недовршене послове“, користећи Шанти Нилају као место за неке од ових петодневних радионица. Такође је намеравала да то буде центар за исцељење умирућих и њихових породица. Такође је била суоснивач Америчког холистичког медицинског удружења током овог периода.
Крајем седамдесетих година прошлог века, након што је интервјуисала хиљаде пацијената који су преминули и реанимирани, заинтересовала се за вантелесна искуства, медијумство, спиритуализам и друге начине покушаја контактирања мртвих. То је довело до скандала повезаног са Центром за исцељење Шанти Нилаја, у којем ју је преварио Џеј Бархам, оснивач Цркве аспекта божанства. Тврдећи да може да каналише духове преминулих и призива етерична „ентитета“, охрабривао је чланове цркве да се упуштају у сексуалне односе са „духовима“. Могуће је да је у ту сврху ангажовао неколико жена да играју улоге женских духова. Њена пријатељица Дајана Едвардс је позвана да присуствује служби како би се утврдило да ли су оптужбе против Бархама истините. Утврђено је да је био го и да је носио само турбан када је Едвардс неочекивано скинула селотејп са прекидача за светло и упалила светло. Упркос оптужби за сексуално недолично понашање, Киблер-Рос га је бранила више од годину дана. Власти нису подигле оптужницу против Бархамових. Затим је објавила прекид своје везе са Џејем Бархамом и његовом супругом Мартом у свом билтену Шанти Нилаја (број 7) 7. јуна 1981. године.

### Истраге о искуствима блиске смрти
Киблер-Рос се такође бавила феноменом искуства блиске смрти. Такође је била заговорница духовних водича и загробног живота, чланица Саветодавног одбора Међународног удружења за студије блиске смрти (IANDS). Киблер-Рос је први пут известила о својим интервјуима са умирућима у својој књизи О смрти и умирању: Шта умирући имају да науче лекаре, медицинске сестре, свештенство и своје породице (1969). Првобитно, ова књига је имала тринаесто поглавље о искуствима блиске смрти, али су јој колеге снажно саветовале да га уклони због прихватања јавности, што је она и учинила пре него што је књига отишла у штампу.
Године 1981, појавила се у аустралијском радијском документарцу о смрти и искуствима блиске смрти који је емитован на ABC-у, под називом И када умрем, хоћу ли бити мртав?  Адаптирана је у књигу 1987. године.
Киблер-Рос је касније написала неколико књига о искуствима блиске смрти. Њена књига О животу после смрти (1991) састављена је од три предавања која је одржала:
- Живот и смрт, говор који је одржала у Швајцарској у децембру 1982. на немачком језику,
- Нема смрти, одржано у Сан Дијегу 1977. године,
- Живот, смрт и живот после смрти, снимљено предавање које је одржала 1980. године.

Издање на енглеском језику продато је у преко 200.000 примерака. Немачко издање је такође било бестселер са 100.000 продатих примерака.
Још једна књига, Тунел и светлост (1999), првобитно названа Смрт је од виталног значаја, такође је била састављена од разних предавања која је претходно одржала.

### Радионице о животу, смрти и транзицији
Крајем седамдесетих година прошлог века, Киблер-Рос је развила серију петодневних стамбених радионица са циљем да помогне појединцима који су се ближили крају живота да живе пунијим животом током преосталог времена. Ове радионице су биле осмишљене да приме не само умируће већ и њихове неговатеље, који су били охрабрени да учествују у сесијама. Радионице су пружиле форум пацијентима да поделе своје приче и изразе страхове, бес и тугу због предстојеће смрти. Понављајућа тема на радионицама била је обрада жаљења повезаног са уоченим изгубљеним временом и енергијом у вези са нерешеним проблемима из детињства као што су злостављање и занемаривање. Ова нерешена питања често су се манифестовала као погрешно усмерен бес, перфекционизам, контролишуће понашање, давање приоритета материјалном богатству у односима, осећај безвредности и недостатак смисла.
Да би се позабавила интензитетом ових емоција, др Киблер-Рос је укључила технике које помажу учесницима да екстернализују своје емоције, укључујући ослобађање закопаног беса, туге и страха. Овакав приступ је често олакшавао дубље разумевање и решавање дуготрајног бола, што је довело до трансформације страха и туге у захвалност. Препознајући да су и неговатељи имали користи од радионица, др Киблер-Рос је отворила сесије за свакога ко жели да живи потпуније до смрти.
Карактеристика радионица била је употреба импровизованих цртежа воштаним бојицама, технике на коју је утицао рад јунговске аналитичарке др Сузан Бах. Др Киблер-Рос је учесницима дала упутства о тумачењу цртежа како би им помогла да открију несвесне разлоге за своје присуство и да се позабаве прошлим губицима. Поред тога, представила је модел људског развоја који обухвата четири дела, емоционални, интелектуални, физички и духовни, названи „Четири квадранта“, што чини основу њеног рада у почецима покрета палијативне неге. Такође се осврнула на оно што је назвала „пет основних емоција“, страх, бес, природна љубомора, туга и љубав, и њихове природне изразе и изобличења.

### Рад са децом
Током своје каријере, Киблер-Рос је опширно проучавала и писала о дечјој перцепцији смрти. Њена значајна дела укључују Писмо о Дугију (1979), Живот са смрћу и умирањем (1981) и О деци и умирању (1983). Ове књиге истражују како деца разумеју, разговарају и реагују на смрт, одражавајући њене увиде у јединствене начине на које деца изражавају своја искуства и страхове.
Њен рад је делимично био вођен захтевима пацијената и читалаца који су тражили дубље разумевање језика који користе терминално болесна деца да би артикулисала своје потребе. У књизи Живот са смрћу и умирањем (1981), она тврди да деца имају нијансиранију свест о смрти него што се често претпоставља и да су спремнија да о њој отворено разговарају.
Под утицајем рада Сузан Бах и Грега Ферта, Киблер-Рос је испитала како дечји цртежи служе као кључно средство комуникације. Она је идентификовала два различита типа комуникације везане за смрт код деце. „Невербални симболички језик“ користе млађа деца, која могу изразити своје разумевање смрти кроз цртеже, слике или предмете, јер им можда недостају вербалне вештине да директно артикулишу своја осећања. Како деца одрастају, могу прећи на „вербални симболички језик“, који карактеришу сложене приче и необична питања која служе да изразе своје емоције и забринутост због смрти. Деца могу имати страх од постављања директних питања у вези са својом смрћу, па могу смислити приче или чудна питања која ће задовољити њихове потребе. Овај облик комуникације одражава њихову еволуирајућу способност да артикулишу своја осећања и страхове, иако се и даље могу борити са директним питањима о смрти.

### Рад на сиди
У време када су пацијенти који болују од сиде били одбачени и дискриминисани због своје болести, Киблер-Рос их је прихватио раширених руку. Водила је многе радионице о животу, смрти, тузи и сиди у различитим деловима света, подучавајући о болести и радећи на смањењу стигме која је окружује. Касније је основала радионицу намењену искључиво пацијентима који су оболели од сиде. Иако је већина људи који су тада оболели од сиде били хомосексуалци, жене и деца су такође оболели од ове болести. Ово ју је изненадило, јер није очекивала колико је деце и беба оболело од неизлечиве болести. Она је у својој књизи напоменула да се бебе обично заразе болешћу преко мајке или оца или путем трансфузије контаминиране крви, такође напомињући да су старија деца која су имала болест могла да се заразе због сексуалног напада од стране некога ко је био ХИВ-серопозитиван.

### Затворски хоспис
Током овог периода, Киблер-Рос је развила интересовање за концепт затворске хоспицијске неге. Средином 1980-их, затворски објекат у Вакавилу, у Калифорнији, постао је главно место за пружање здравствених услуга затвореницима. Године 1984, Киблер-Рос је делегирала једну од својих запослених, Ирену Смит, да спроведе истражну процену услова у овој установи. Након тога, Киблер-Рос је затражила помоћ Ненси Џејкс Александер, водитељке радионица Киблер-Рос Живот, смрт и транзиција, како би даље истражила могућности за побољшање неге пацијената са сидом на крају живота који су смештени у установу Вакавил. Ненси је заједно са својим супругом Робертом суоснивала први затворски хоспис 1992. године. Истовремено, Киблер-Рос је током 1980-их спроводила додатне иницијативе везане за затворе на Хавајима, у Ирској и Шкотској. У јуну 1991. године, одржала је своју прву радионицу Живот, смрт и транзиција у затвору у Единбургу.
Једна од њених највећих жеља била је да изгради хоспис за напуштене бебе и децу заражену сидом, како би им пружила трајан дом у коме би могли да живе до смрти. Киблер-Рос је покушао да ово успостави крајем 1980-их у Вирџинији, али су се локални становници плашили могућности инфекције и блокирали су неопходно пренамену. У октобру 1994. године, изгубила је кућу и многе ствари, укључујући фотографије, дневнике и белешке, у пожару за који се сумња да су га подметнули противници њеног рада на тему сиде.

### Наслеђе и доприноси
Киблер-Рос је променила начин на који свет гледа на терминално болесне, била је пионир у хоспицијској нези, палијативној нези, биоетици и истраживању случајева блиске смрти, и била је прва која је животе терминално болесних особа изнела у јавност. Киблер-Рос је била покретачка снага покрета за лекаре и медицинске сестре да „достојанствено третирају умируће“. Балфур Маунт, први лекар палијативне неге у Канади и особа која је сковала термин палијативна нега, приписује Киблер-Рос заслуге за пробуду његовог интересовања за негу на крају живота. Киблер-Рос је написала преко 20 књига о смрти и умирању, које су преведене на 44 језика. Пред крај живота била је ментално активна, коауторка две књиге са Дејвидом Кеслером, укључујући О тузи и туговању (2005). Универзитет Станфорд је 2018. године откупио архиву Киблер-Рос од њене породице и почео је да гради дигиталну библиотеку њених радова, интервјуа и другог архивског материјала.
Након опсежног рада са умирућим пацијентима, Киблер-Рос је објавила књигу О смрти и умирању 1969. године, у којој је предложила сада познати модел „пет фаза“ као образац прилагођавања: порицање, бес, преговарање, депресија и прихватање. Овај модел је од тада постао широко прихваћен у академским круговима и од стране шире јавности. На графичком приказу који је укључен у књигу О смрти и умирању, Киблер-Рос помиње и друге емоције као део овог путовања, укључујући: шок, делимично порицање, припремну тугу (антиципаторну тугу), наду и декатексију.
Модел од пет фаза је добио извесне критике од стране академика који се противе приступима који га универзално примењују на све групе ожалошћених или тврде да тугу треба изражавати у одређеном броју круто линеарних фаза. Киблер-Рос је, са колегом Дејвидом Кеслером у књизи О тузи и жаловању, упозорила да фазе „нису заустављања на некој линеарној временској линији у тузи. Не пролазе сви кроз све њих или у прописаном редоследу“. Др Алан Келехир је одговорио критичарима у уводу издања поводом 40. годишњице књиге О смрти и умирању следећим речима: „Такозвана „теорија фаза“ коју ћете прочитати у овој књизи отворено је описана и разматрана као хеуристички уређај. Другим речима, ове фазе су само скуп категорија вештачки изолованих и одвојено описаних како би аутор могао јасније и једноставније да разговара о сваком од ових искустава. Пажљиви читалац ће приметити Киблер-Рос поновљена упозорења да се многе од ових „фаза“ преклапају, јављају заједно или чак да се неке реакције потпуно пропуштају. Да би се нагласио овај условни начин говора о фазама, реч „фазе“ је чак стављена под знаке навода како би се нагласила њихова оквирна природа у једином дијаграмском приказу ових идеја у књизи.“
Осамдесетих година прошлог века, све већи број компанија је почео да користи модел пет фаза како би објаснио реакције на промене и губитке. Ово је сада познато као „Киблер-Рос крива промена“ и користе је разноврсне компаније са листе Fortune 500 у Сједињеним Америчким Државама и широм света.
Фондација Елизабет Киблер-Рос наставља њен рад кроз низ међународних огранака широм света. Током своје каријере добила је многе награде и признања, укључујући почасне дипломе разних универзитета, а представљена је и на изложби фотографија у седишту Националне организације за хоспис и палијативну негу у Вирџинији. Амерички часопис за биоетику посветио је цело своје децембарско издање за 2019. годину 50. годишњици књиге О смрти и умирању. На пример, у свом чланку „Све што сам заиста требао да знам да бих био клинички етичар, научио сам од Елизабет Киблер-Рос“, амерички биоетичар Марк Г. Кучевски је описао како је Киблер-Рос поставила темеље клиничке биоетике и нагласила потребу да се слушају пацијенти како би се разумеле њихове потребе и побољшао квалитет њиховог живота.

## Лични живот
Године 1958. удала се за колегу студента медицине и школског друга из Америке, Емануела „Манија“ Роса, и преселила се у Сједињене Државе. Заједно су завршили праксу у болници Глен Коув на Лонг Ајленду у Њујорку. Након што су се венчали, добила је њихово прво дете 1960. године, сина по имену Кенет, а 1963. године ћерку по имену Барбара. Брак је раскинут 1979. године. Остали су пријатељи све до његове смрти 9. децембра 1992. године.

### Последње године и смрт
Киблер-Рос је претрпела низ можданих удара од 1987. до 1994. године, од којих јој ниједан није наметнуо трајна физичка ограничења. Након пожара у кући у Вирџинији 6. октобра 1994. године и накнадног транзиторног исхемијског напада, преселила се у Скотсдејл, Аризона. Током овог периода, фарма Healing Waters Farm и центар Елизабет Киблер-Рос престали су са радом у Хедвотерсу, у Вирџинији. Следећег месеца је стекла резиденцију у пустињи близу Керфрија у Аризони. Након што је доживела већи мождани удар у мају 1995. године, нашла се у инвалидским колицима и желела је да може да утврди време своје смрти.
Године 1997, Опра Винфри је одлетела у Аризону да интервјуише Киблер-Рос и разговара са њом о томе да ли и сама пролази кроз пет фаза туговања. У јулу 2001. године отпутовала је у Швајцарску како би прославила свој последњи рођендан (75. рођендан) са својим сестрама. У интервјуу из 2002. године за часопис The Arizona Republic, изјавила је да је спремна за смрт и да је чак и поздравила, називајући Бога „проклетим одуговлачиоцем“. Од 2002. до августа 2004. године, била је у старачком дому на хоспицијској нези, где је провела своје последње дане.
Киблер-Рос је умрла са своје двоје деце поред себе у Скотсдејлу 24. августа 2004. године, у 78. години живота од природних узрока. Сахрањена је на гробљу Парадајз Меморијал Гарденс у Скотсдејлу.
Године 2005, њен син, Кен Рос, основао је Фондацију Елизабет Киблер-Рос у Скотсдејлу, Аризона. Заштитни знак „Елизабет Киблер-Рос“, заједно са свим припадајућим ауторским правима и другим заштитним знаковима повезаним са Киблер-Рос, управљају и контролишу њена деца путем ограниченог партнерства породице Елизабет Киблер-Рос.

## У популарној култури
Од смрти Киблер-Рос, многе песме и албуми су названи по њој или су јој посвећени. Песме попут Kübler-Ross назвали су по њој уметници, међу којима су: Метју Б. Еверет (2008), Чак Вилсон (2010), Елефант Рајфл (2010), Пермут (2011), Тејлор Вајтлоу из групе Јут (2012), Доминик Мур (2015), Енди Џенкинсон (2019), Алп Ајберс (2020), Аудио Медик (2021), O SIZE (2022), Киблер-Рос (бенд) (2020), Норо (2024), и Мик Лени и Џејмс Рок (2014). Мет Елиот је 2008. године објавио песму The Kübler-Ross Model на свом албуму Howling Songs. 2006. године, The Gnomes су објавили песму под називом Elisabeth Kübler-Ross has Died. Приметно је да је бенд Spring Offensive из Оксфорда три пута укључио одломке гласа Киблер-Рос у своју рок баладу од 13 минута и 20 секунди The First of Many Dreams About Monsters, песму из 2010. године о тузи, смрти и певачициној преминулој мајци.
Поред песама, у њено сећање именовани су ЕП албуми као што су Kübler-Ross групе Chine Drive (2023), албум Kübler-Ross Soliloquies групе Deadbeat (2023), албум Kübler-Ross групе Coachello (2024) и албум Kübler-Ross (Five Stages of Grief) групе Saint Juvi (2024).
Неколико музичких уметника је такође назвало албуме засноване на књигама Киблер-Рос, као што су Beyond the Shores (On Death & Dying) од Shores of Null (2020) и Wheel of Life“од јапанског саксофонисте Садаоа Ватанабеа. Марин албум из 2019. године , Љубав и страх, инспирисан је филозофијом Киблер-Рос.
Утицај групе Киблер-Рос протеже се и на имена бендова, са KÜBLER ROSS, шведским панк бендом који је основала бивша медицинска сестра, и Kübler-Ross, синт/вејв/индастријал бендом из Глазгова, Шкотска, чији је албум Kübler-Ross номинован за албум године у Шкотској 2021. године. Јужнокорејски математички рок бенд под називом Дабда, акроним који представља Пет фаза туговања, основан је 2014. године.

## Одабрана библиографија
- On Death & Dying, 1969.[73]
- Questions & Answers on Death & Dying, 1972.[74]
- Death: The Final Stage of Growth, 1974.[75]
- To Live Until We Say Goodbye, 1978.[76]
- The Dougy Letter – A Letter to a Dying Child, 1979.
- Quest, Biography of EKR, 1980.[77]
- Working It Through, 1981.[78]
- Living with Death & Dying, 1981.[79]
- Remember the Secret, 1981.[80]
- On Children & Death, 1985.[81]
- AIDS: The Ultimate Challenge, 1988.[82]
- On Life After Death, 1991.[83]
- Jedes Ende ist ein strahlender Beginn, 1992.[84]
- Death Is of Vital Importance, 1995.[85]
- Unfolding the Wings of Love, 1996.
- Making the Most of the Inbetween, 1996.
- AIDS & Love, 1996.
- The Wheel of Life: A Memoir of Living and Dying, 1997.[86]
- Sehnsucht nach Hause, 1998.[87]
- Warum wir hier sind (Why Are We Here), 1999.[88]
- The Tunnel and the Light, 1999.[89]
- Life Lessons: Two Experts on Death and Dying Teach Us About the Mysteries of Life and Living, 2001.[90]
- On Grief and Grieving: Finding the Meaning of Grief Through the Five Stages of Loss. ISBN 0-7432-6628-5., 2005. .
- Real Taste of Life: A photographic Journal, 2003.[91]
- Is There Life After Death. ISBN 9781591793786., , 2005.
- The American Journal of Bioethics - Special Issue: 50th Anniversary of "On Death & Dying", 2019.[92]